# Pentakupfersilicid
Pentakupfersilicid ist eine intermetallische Verbindung aus der Gruppe der Silicide mit der Summenformel Cu5Si, wobei eine geringe Phasenbreite auftritt. Diese Verbindung bildet sich also auch mit etwas mehr oder weniger Silicium im Vergleich zu Kupfer. Neben dieser sind eine Vielzahl weiterer Cu–Si-Phasen (Hume-Rothery-Phasen), inklusive Cu31Si8 und Cu3Si, bekannt.

## Gewinnung und Darstellung
Pentakupfersilicid kann im Lichtbogenofen direkt aus den stöchiometrisch eingesetzten Elementen Kupfer und Silicium unter Luftausschluss gewonnen werden. Die Phase bildet sich peritektisch oberhalb von 700 °C in einem engen Zusammensetzungsbereich.

## Eigenschaften
Pentakupfersilicid ist ein silberfarbener geruchloser Feststoff, der nicht in Wasser löslich ist. Die Verbindung bildet eine kubische Kristallstruktur im β-Mangan-Typ, wobei die Verteilung von Kupfer und Silicium statistisch, also zufällig ist.